# 잔향의 테러
《잔향의 테러》는 와타나베 신이치로가 감독한 총 11부작의 오리지널 애니메이션이다. 2014년 7월 9일부터 9월 24일까지 후지 TV의 노이타미나를 통해 새벽 시간대에 방영되었다.

## 줄거리
아오모리현의 핵연료 재처리 시설에서 의문의 두 사람에 의해 물체가 강탈된다. 강탈범 중 하나는 시설의 바닥에 스프레이로 "VON"라는 수수께끼의 메시지를 남긴 또 한 사람과 함께 시설을 탈출한다. 이는 수사 관계자에 강탈된 물체가 "플루토늄"이라고 밝혀지게 된다.
그리고 반년 후. 여름 방학 전에 더운 날, 두 남학생이 어떤 고등학교에 전학 온다. 주위의 주목에 눈길도 주지 않고, 두 사람은 있는 계획을 추진하려했다. 새로운 학교에서 리사라는 여학생을 만나게 되는데, 리사는 두 사람이 어린 시절에 탈출한 시설에 남겨두고 온 소꿉친구와 닮았다.
며칠 후, 전 경시청 수사1과 형사로, 현재는 문서과에서 한가로운 나날을 보내고 있던 시바사키 켄지는 전날에 본 어떤 동영상에 감각을 세운다. 그 동영상에서 스핑크스 1호·2호라고 자칭하는 두 젊은이가 범행 예고를 내고 있었다. 동영상의 예고대로, 도쿄에서 대규모 정전이 발생하고 폭탄 테러에 의해 도청에서 대폭발이 일어난다. 트웰브가 리사에게 목격되며, 리사에게 "여기에서 죽을 것인가 혹은 공범이 될 것인가」를 제안하고, 리사는 공범이 되는 것을 선택한다.
그리고 스핑크스 1호, 2호는 다음 폭파 장소를 수수께끼로 전하는 새로운 동영상을 공개한다. 수사1과는 이 수수께끼의 해결에 실패하고 두 번째 폭발을 막지 못한다. 수사1과 과장인 쿠라하시는 두 번째 폭파 사건 직전에 수수께끼의 진정한 솔루션을 자신에게 전했던 시바사키에게 수사1과로 복귀를 촉구한다.
수사1과에 복귀한 시바사키의 활약은 눈부시게 스핑크스 1 호 2 호의 세 번째 폭파 예고의 수수께끼를 풀고 폭파 저지에 성공한다. 또한 경시청은 도내에 남아있는 감시 카메라의 영상에서 스핑크스 1 호 2 호의 아지트를 추적한다. 한편, 스핑크스 1 호 2 호는 네 번째 폭파 예고를 공개한다. 시바사키는 그들이 동영상으로 전한 수수께끼를 정정당당하게 풀려고 하지만, 수사1과의 무라 이외의 형사들은 수수께끼의 해석보다 용의자 체포를 우선시하여 아지트의 강제 수사를 실행한다. 시바사키는 수수께끼를 풀지만 스핑크스 1 호 2 호는 "시바사키 이외의 경찰관이 꾀를 부렸다"며, 아지트에 발을 디디는 경찰관의 모습을 생중계한 다음, 인터넷에 경시청에서 해킹한 수사 정보를 유출시켜 경시청의 명성은 땅에 떨어진다.
경시청이 혼란에 빠져있을 무렵, 미국은 나인과 트웰브가 어린 시절에 탈출한 시설에 합류되어 있던 화이브를 일본에 파견한다. 스핑크스 1 호 2 호는 다섯 번째 폭파 예고를 발표, 시바사키에게 폭파 예고 수수께끼를 풀게 함으로써 자신들의 테러의 의도를 이해시키려고 하지만, 화이브는 경찰 상층부에 압력을 걸어 시바사키들의 움직임을 봉쇄해버린다. 또한 화이브는 스핑크스 1호·2호의 PC를 해킹하고 그들이 폭탄을 장치한 지하철의 움직임을 쫓을 수 없게 해버린다. 시바사키들이 전혀 움직이지 않는데다 폭탄을 장치한 지하철의 움직임조차 알 수 없게 된 스핑크스 1호·2호는 스스로 폭탄의 회수하려 움직이기 시작한다. 이것이 스핑크스 1호·2 호와 화이브 싸움의 시작이었다. 화이브는 스핑크스 1호·2호와 지적 게임을 즐기면서 그들이 아오모리에서 강탈한 물체를 손에 넣으려고 한다. 한편, 시바사키는 독자적으로 수사를 진행하며 일부 엘리트들에 의해 이루어진 아테네 계획이라는 장대한 인체 실험이 일련의 사건의 배경에 있는 것을 파악하게 된다.

## 등장인물
나인(9)
본작의 주인공. 명석한 두뇌의 소유자로, 항상 냉정하고 침착한 남자 고교생. 17세. 감색 색상의 셀 프레임 안경을 쓰고있다. 아오모리의 핵연료 재 처리 시설에서 트웰브와 공모하고 일본 정부가 비밀리에 개발하고 있던 소형 원자 폭탄을 강탈한다. 그 반년 후, 고교생으로 도쿄에서 살기 시작한다. 어린 시절에 아테네 계획을 위해 우수한 고아를 모은 시설에 수용되어 있었지만, 8년 전에 거기에서 트웰브와 함께 탈출, 현재에 이른다. 신진 평화 학원멤버에 들과 건물에 폭탄을 장치 해 가지만, 지하철에 폭탄을 장치 한 후 화이브의 개입으로 스스로 회수하게 된다. 그 후 하이브 준비한 가짜 스핑크스의 범행 예고를 막기 위해 트웰브, 리사와 함께 하네다 공항에 간다. (리사와 나인, 트웰브는 다른에서 하네다로 향했다.) 하네다 공항에서 과 폭탄의 위치를찾기 위해 화이브와 공항을 사용한 체스 승부를 하게 된다. 하이브에 붙잡혔다 리사 도움 가자 쯔에루부에 "가지 말아 줘"라고 말하지만, 트웰브의 배신으로 인해 혼자 마지막 원자 폭탄을 학교에 가지고 간다. 후에 스스로 경시청에 출두 기자 회견의 개최를 요구한다. 그러나 기자 회견은 화이브가 막아서 실시하지 못하고, 대신 사전에 녹화했던 영상을 흘려 탈취 한 소형 원자 폭탄이 2 시간 후에 폭발하는 것을 일본 국민에게 통보한다. 또한, 영상의 마지막에 면을 가지고 모습을 드러내고있다. 그 폭탄은 풍선에 매달아 있습니다 그대로 성층권까지 상승하여 마지막 폭발하고 강력한 전자기 펄스와 오로라를 발생시켰다.
진정한 목적은 테러를 일으키는 사태를 다루는시킴으로써 아무도 막을 수가없는 상황을 일으키기위한 것이고, 또한 그것을 규명하여 잡으러 오는 사람이 필요하며, 그 역할을 인간으로 시바사키를 상정하고 있었다. 따라서 자신을 체포하러 온 시바자키 대해 「너 자신이 오이디푸스이었다」라고 말하고있다. 미군이 온 때 "원전에 건 기폭 장치를 작동시켜 폭발시킨다"고 위협, 그 직후에 트웰브가 사살되고 격앙 기폭 스위치를 누르자하지만, 시바자키 의해 제지 당해 그 기폭 장치는 부팅하지 않고 그대로 시바사키으로 투입하고 마지막으로 "우리들을 기억 해줘.우리들이 살아 있었다는 것을."라는 말을 시바자키에게 남기고 사망했다.
트웰브(12)
본작의 또 다른 주인공. 나인과 같은 고등학교에 전입 한 소년. 17 세. 밝고 순수한 성격. 나인과 행동을 같이하고있다. 다른 클래스의 학생들까지 얼굴과 성명을 암기하는 등 기억력이 좋고, 오토바이 및 스노 모빌의 조종이 뛰어남. 음성이나 소리를 색깔로 보는 공감각(색청)을 가진다. 나인과 같은 시설에 있었지만, 8년 전 나인과 탈출했다. 하이브에 납(팡 된 5>)리게를 구출하기 위해 혼자 리사의 곁으로 향하지만, 리사의 생명을 구하기 위해 나인을 배신한다. 자신들이 아오모리에서 탈취 한 소형 원자폭탄의 소재를 화이브와 협상. 그 엑와 알 탈다하게 되는데, 리사에서 나인이 기자 회견을 실시하게것을 듣고 나인의 위치로열 것일때는수소식던졌다가 겨찰엑 이자중하ㄱ어져들부상을 당했으며, 도쿄에서 리사와 재회했을 ㄹ쓰러졌다 버린다. 몸이 회복 한 후 누구로부터도 필요없이 2 명만으로 살아온 자신에 동행 해 준 리사에게 감사의 말을 언급, 리사와아묻후한업이 소인과원틍웳폭탄의 폭발 후, 리사와 함과:한때 자신들이 보관되어 있던 시설을 찾아가 거기서 나인과 재회하고 화해했다.
진정한 목적은 나인 마찬가지이며,갇혀이던앞그로 또 그것을 규명하고 잡으러 오는 사람이 필요했다"고 시바사키에 전하고있다. 그 직후, 스핑크스 사건에 미국이 개입 한 것으로 공표되는 것을 두려워한 미국 정부의 명에 의해 헬기로 해 온 미군에 입막음을 위해 가장 먼저 사살되었다.
미시마 리사
본작의 히로인. 나인과 트웰브가 전입한 고등학교에 다니는 소녀.. 클래스에서 왕따, 가정에서도 노이로제 기색의 어머니에 지나치게 간섭되어 고민하고 있다. 도청에서 폭탄 테러시 "이대로 거기에서 죽거나 아니면 공범이되는지, 네가 선택"선택을 강요 공범자가되는 길을 선택 (실제로 입막음을 위한 변명이지만, 후 트웰브에 "만약 치크 충분 해 (통보)하면 죽인다"고 위협하고있다). 이후 나인과 쯔에루부과 만난 것으로 현재의 막힌 상황에서 벗어나있을 것으로 기대하고 가출. 쯔에루부 보호되고, 잠시 나인들 하에서 살고있다. 곧 자신의 존재가 나인들의 행동의 발목을 잡고 있다고 깨닫고 그들의 원래 떠나는 있지만, 하이브 전에 끌려가 버린다. 또한 하이브 의해 트웰브를 유인하기 위한 도구로 이용되고 하이브가 트웰브로부터 원폭의 위치를 알게 된 후 풀려나 트웰브와 함께 도망친다. 망연자실하는 트웰브와 나인이 기자 회견을 실시하는 것을 전하고 나인을 지원하도록 격려했다.스핑크스 사건에서 1년 후 "그때부터 여러 사람에게 사정을 들려했지만, 아무런 대답도하지 않았다"고 술회하고있다. 나인 우리의 성묘를 갔을 때 시바사키와 조우하고, 나인이 항상 듣고 있던 음악의 뜻, "VON"의 의미를 전했다. 또한, 요리를 못하는 것 같고, 맛에 대해 나인과 쯔에루부에서 "먹을 것이 아니다"라고 혹평을 받았다. 트웰브 왈, 리사의 목소리는 "옅은 노란색 '을 하고 있으며, 그 색을 한 소리는 거의 없다고 한다.